# J.R. Koch
Jason Robert Koch, detto J.R. (Peoria, 10 settembre 1976), è un ex cestista statunitense, professionista in Belgio, Francia, Turchia e Italia.

## Carriera
È stato selezionato dai New York Knicks al secondo giro del Draft NBA 1999 (46ª scelta assoluta).